# Taiji Sawada
Pour les articles homonymes, voir Sawada.
Taiji, nom de scène de Taiji Sawada (沢田泰司, Sawada Taiji) né le 12 juillet 1966 au Japon et mort le 17 juillet 2011, était un bassiste de heavy metal japonais, ex-membre du populaire groupe X Japan.

## Début de la vie
Taiji est né à Ichikawa, Chiba, Japon le 12 juillet 1966. Il était le deuxième fils de trois enfants. Sa sœur cadette Masayo est une chanteuse connue sous le nom de Sister MAYO. À l'âge de deux ans, Taiji a enfoncé sa main dans une machine dans une usine où travaillaient ses parents, ce qui a entraîné une première coupure articulaire au majeur, mais la blessure n'était pas trop grave. En 1974, à l'âge de huit ans, Taiji a appris à jouer de la guitare acoustique à l'école primaire. En 1979, les parents de Taiji ont divorcé.

## Biographie
Après avoir abandonné l'école secondaire en 1982, Taiji a formé son premier groupe appelé Trash, dont il était le leader et le guitariste. À la fin de 1984, Taiji est passé à la basse et, sous le nom de Ray, il a rejoint le groupe de métal Dementia, jusqu'en 1985. Il a ensuite joué brièvement avec Prowler, ainsi que quelques spectacles avec X Japan. Jusqu'en 1986, Taiji rejoint le très éphémère Dead Wire, dont le line-up comprend également les futurs membres de Saver Tiger et D'erlanger, Kyo et Tetsu. Peu de temps après, il a officiellement rejoint X Japan à la fin de 1986.
Taiji a quitté X Japan en 1992, la raison officielle donnée par le groupe était due à des différences musicales. Cependant, dans son autobiographie, Taiji a affirmé qu'on lui avait demandé de partir parce qu'il avait confronté Yoshiki en raison de l'écart de revenu substantiel entre Yoshiki et chacun des autres membres. Le dernier concert de Taiji avec X Japan a eu lieu le 7 janvier 1992, le dernier jour de trois nuits consécutives au Dôme de Tokyo.
En avril 1992, Taiji a été invité à rejoindre le groupe de métal japonais Loudness. Il a démissionné en novembre 1993, après avoir enregistré un seul album studio et un album live. En juillet 1994, Taiji a formé son propre groupe connu sous le nom de D.T.R. Le groupe présentait Mitsuo Takeuchi au chant, Taiji Fujimoto à la guitare et Toshihiko Okabe à la batterie.
En 1995, Taiji a joué pour un supergroupe de courte durée connu sous le nom de Kings, avec Shuichi Aoiki au chant, Luke Takamura à la guitare et Satoshi Miyawaki à la batterie. Plus tard en 1995, Taiji a été en proie à des problèmes personnels, en particulier lorsque sa femme a divorcé, dont il s'est marié en 1989. Le divorce a laissé Taiji sans abri.
En 1999, Taiji a formé un groupe connu sous le nom de Cloud Nine, mais a démissionné en 2001, tandis que les autres membres du groupe ont décidé de continuer. Il a ensuite formé OTOKAZE avec sa sœur Masayo au chant. Ils ont sorti un album éponyme le 9 novembre 2004.
En 2005, Taiji a été impliqué dans un accident de moto. Il a souffert de ligaments très tendus au pied. Après une longue période de récupération, Taiji a repris ses activités et a formé un autre groupe connu sous le nom de Taiji avec Heaven's. Dai faisait le chant et Ryutaro s'occupait de la guitare. Le groupe ne s'est activé qu'en 2009, et un an plus tard, Takanari a pris la relève en tant que batteur. En 2009, Taiji a joué pour un supergroupe connu sous le nom de The Killing Red Addiction avec le guitariste Tatsu, le batteur Kenzi et le chanteur Hiroshi Tomioka. Le supergroupe a joué son premier concert dans une boîte de nuit à Los Angeles. Leur deuxième concert a eu lieu à Osaka, le premier étant dans leur pays natal, le Japon.
En décembre 2008, Taiji a commencé à éprouver divers problèmes de santé, en particulier son épilepsie et ses accidents vasculaires cérébraux chroniques se produisant plus fréquemment. Il a également été révélé qu'il souffrait de nécrose après un remplacement de l'articulation de la hanche du composant fémoral de sa hanche gauche. Il a été hospitalisé après s'être blessé à la poitrine et à la gorge.
Après une longue période de récupération, Taiji a formé le projet Taiji & Shu avec Shu à la guitare, Dai au chant et Hina à la batterie. Le groupe nouvellement formé ferait des concerts, notamment en Corée, mais la tournée a été interrompue lorsqu'un tsunami a frappé Tōhoku en 2011.

## Arrestation et mort
Le 11 juillet 2011, Taiji était à bord d'un vol en direction de Saipan. Pendant le vol, Taiji se trouvait dans une cabine de classe affaires, où il a eu une altercation avec son manager, qui est rapidement devenue physique. Taiji a été retenu par d'autres passagers à bord de l'avion, mais Taiji a continué à agir de manière belliqueuse en frappant les fenêtres et en donnant des coups de pied dans les sièges de l'avion. À son arrivée à Saipan, Taiji a été arrêté et a fait face à des accusations fédérales.
Le 14 juillet 2011, Taiji a été découvert par la sécurité pendu avec un drap de lit dans une cellule de détention. Taiji a été admis à l'hôpital, où il a été placé dans une unité de soins intensifs et observé en état de mort cérébrale. La famille et la fiancée de Taiji, Tomomi Akatsuka, ont accepté de retirer Taiji du système de survie, et Taiji a été officiellement déclaré mort le 17 juillet 2011,.